# 科德里
科德里（法語：Caudry，法語發音：[kodʁi]）是法国上法蘭西大區北部省的一个市镇，属于康布雷区。

## 地理
科德里（50°7'30"N, 3°24'42"E）面积12.94 平方千米，位于法国上法蘭西大區北部省，该省份为法国最北部的省份及最长的省份，西北濒北海，西接加来海峡省，南至埃纳省和索姆省，东与比利时接壤。
与科德里接壤的市镇（或旧市镇、城区）包括：特鲁瓦维勒、博蒙昂康布雷西、博瓦昂康布雷西、贝尔特里、贝唐库尔、方丹欧皮尔、利尼昂康布雷西、蒙蒂尼昂康布雷西。

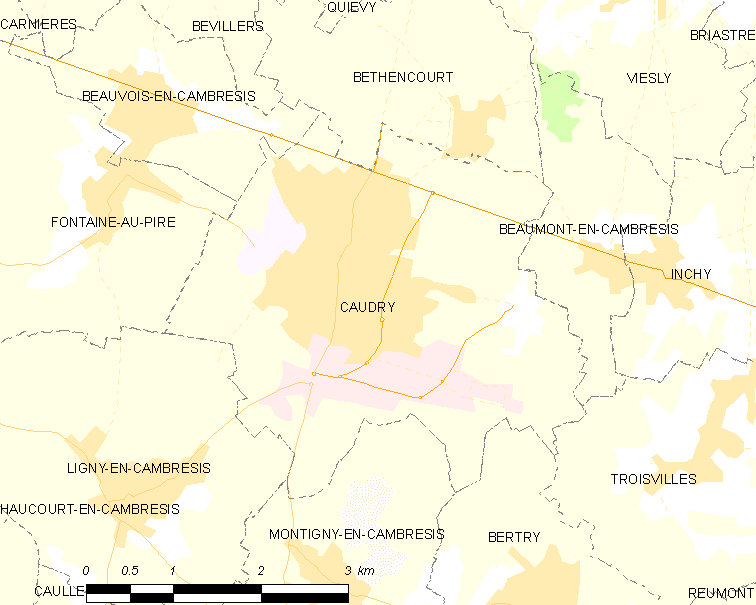
科德里的OSM定位图

科德里的时区为UTC+01:00、UTC+02:00（夏令时）。

## 行政
科德里的邮政编码为59540，INSEE市镇编码为59139。

## 政治
科德里所属的省级选区为科德里县。

## 人口

1962-2008年间科德里人口变化图示

科德里于2022年1月1日时的人口数量为14032人。